# Reserva africana de Sigean

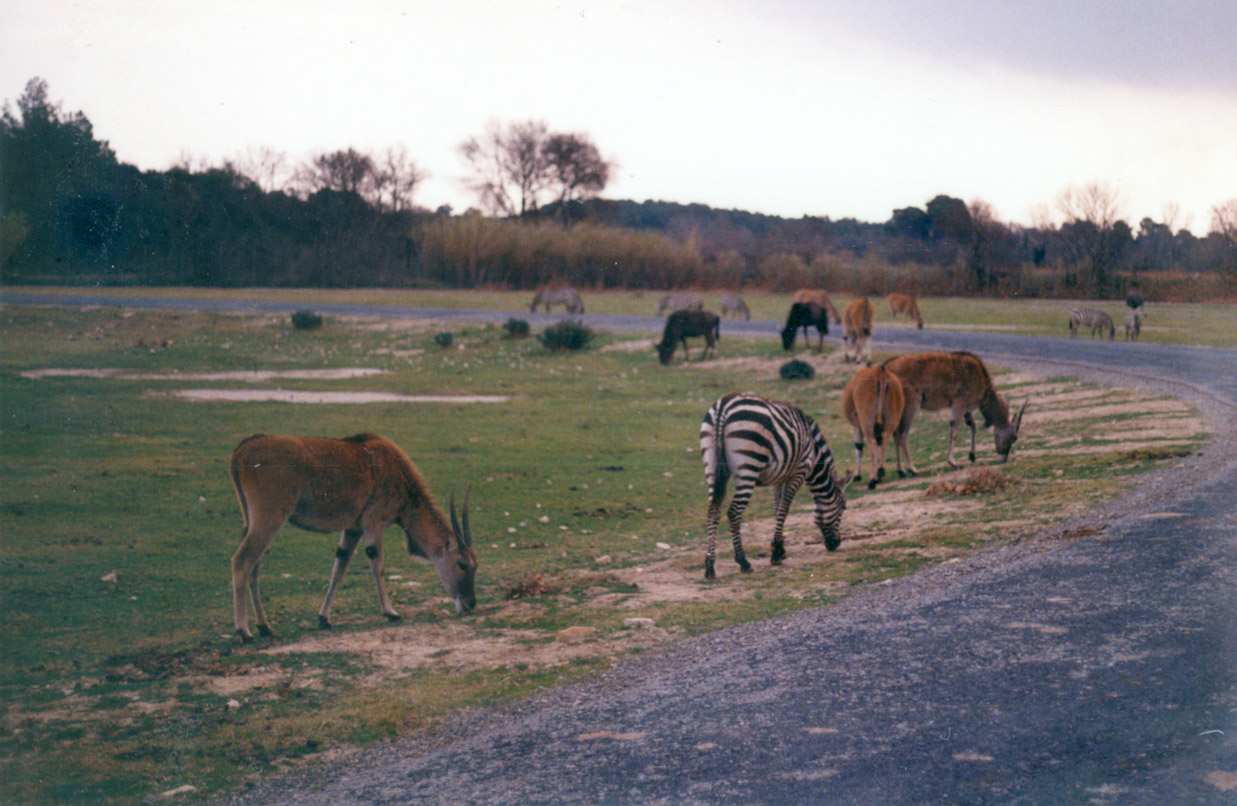
Zona 1 del parque.

La Reserva africana de Sigean es un parque temático situado en las proximidades del pueblo Sigean y a 15 km de Narbona, en la región de Languedoc-Roussillon, Francia, que abrió sus puerta al público el 8 de abril de 1974. En situación de semilibertad, en unas 300 hectáreas, afirma presentar más de 3800 animales mayoritariamente de origen africano, (más de 2000 aves, 900 mamíferos y 900 reptiles) de al menos 160 especies.
Forma parte de los cinco parques zoológicos más grandes de Francia.

## Zonas del parque
La entrada a la reserva se hace en vehículo propio, por la llamada Zona 1 y a lo largo del recorrido se pueden visitar los siguientes ámbitos con las respectivas especies animales:

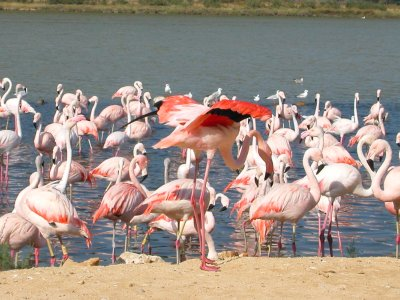
Flamencos rosas.

- Zona 1: Zona en la que conviven antílopes, bueyes o búfalos africanos y cebras.
- Zona 2: Zona donde se pueden observar avestruces y antílopes de diversas especies.
- Zona 3: Zona en la que se encuentran asnos salvajes de Persia, avestruces y jirafas.
- Zona 4: Zona ocupada por osos del Tíbet.
- Zona 5: Habitada por leones.
- Zonas 6 y 7: Zona representando la sabana africana, se pueden observar rinocerontes blancos, marabús, blesboks y sitatungues.

El resto del recorrido se hace a pie y se pueden ver elefantes, camellos, leopardos, canguros, chimpancés, cebras, serpientes, aligatores, tortugas, cerdos del Vietnam, jirafas, ibis, puercoespines, castores y diversas aves, entre las cuales destacan por su espectacularidad los flamencos rosas y los pelícanos, que viven un estanque (en occitano llamado Etang de L'oeil de Ca).
El conjunto dispone de todos los servicios: aparcamiento, tienda, servicios, administración, restaurante y zona de pícnic.